# Gui de Brosse
Pour les articles homonymes, voir De Brosse.
Gui de Brosse, chevalier croisé, baron de la Brosse dans le Velay, pays de langue d'oc, ayant à ce titre voix et séance dans cette province.
Il était fils puiné de Géraud, vicomte de Brosse.
Gui de Brosse ainsi que d'autres seigneurs, accompagnés de leurs vassaux, font partie du corps d'armée sous les ordres de Raymond de Saint Gilles, comte de Toulouse, qui s'engage dans la première croisade. De retour de Palestine, avec les membres de l'armée de Raymond, il se fixe dans le territoire de l'actuelle province du Languedoc.
En 1114, Gui de Brosse suit Guilhem V, seigneur de Montpellier, surnommé le grand capitaine, dans son expédition contre les Sarrasins qui dominaient sur les îles Baléares de Majorque et de Minorque et d'où ils sont expulsés. En 1119, il accompagne Bertrand, Comte de Toulouse, dans son entreprise sur la ville de Tripoli en Liban. Dans un plaid, tenu au pont de Sorgues par Alphonse Jourdain, comte de Toulouse et marquis de Provence, Gui est nommé parmi les barons présents à cette assemblée dans la charte qui en fait mention, datée du 8 septembre 1126 dans la ville d'Orange.
La famille de Brosse s'est éteinte en 1564,,.